# ZALA 421-20
ZALA 421-20 — безпілотний літак марки ZALA великого радіусу дії (до 120 км), здатний комбінувати на борту різноманітні системи, серед яких аеронавігація, автоматичне розшифрування даних, лазерне цілевказівка та цільові навантаження високої роздільної здатності. Тривалі випробування підтвердили можливість роботи апарату в різних погодних умовах та за різних вітрових навантажень . БПЛА виробляється іжевською компанією ZALA AERO GROUP. Призначений для довготривалого спостереження за об'єктами на значному видаленні, охорони кордонів та периметрів підприємств, моніторингу нафтогазопроводів, для вирішення розвідувальних завдань та моніторингу місць надзвичайних подій, таких як пожежі та повені . Може використовуватися для транспортування вантажів до важкодоступних районів.

## Конструкція
БПЛА побудований за стандартною аеродинамічною схемою з хвостовим оперенням, встановленому на двох балках. Конструкція представлена у зміненому проекті: розроблено спеціальний профіль для розміщення всередині крил літака вбудованих паливних баків, що дозволили збільшити час роботи комплексу до 6-8 годин. Старт і посадка апарат проводиться з ґрунтового покриття, по-літаковому .

## Тактико-технічні характеристики
- Радіус дії відео/радіоканалу — 50 км / 120 км
- Тривалість польоту — 6-8 год
- Габарити БЛА — 6000х5500х1000 мм
- Максимальна висота польоту — 5000 м
- Зліт — по літаковому
- Посадка — по літаковому
- Тип двигуна — ДВЗ штовхаючий
- Швидкість — 90-220 км/год
- Максимальна злітна маса — 200 кг
- Маса цільового навантаження — до 50 кг.
- Навігація — ІНС з корекцією GPS/ГЛОНАСС, радіодалекомір
- Діапазон робочих температур — -30 °C…+40 °C